# Numeriano Adriano
Numeriano Adriano (Manilla, 5 juli 1846 - aldaar, 11 januari 1897) was een Filipijns onafhankelijkheidsstrijder. Hij was een van de leiders van La Liga Filipina en ondersteunde La Solidaridad en probeerde door propaganda verandering te bewerkstelligen in de Spaanse kolonie. Na de ontdekking van de Katipunan werd Adriano gearresteerd en samen met 12 anderen geëxecuteerd wegens samenzwering tegen Spaanse koloniale overheid.

## Biografie
Numeriano Adriano werd geboren op 5 juli 1846 in de Filipijnse hoofdstad Manilla. Hij was het oudste kind van zeven van Agapita Resurreccion en Pioquinto Adriano. Adriano volgde een opleiding, mogelijk aan de University of Santo Tomas en werkte als griffier van een rechtbank in Manilla. Na 20 jaar in overheidsdienst werd hem toestemming verleent om te gaan werken als zelfstandig notaris. In zijn tijd als griffier leerde hij mensen als Marcelo H. del Pilar, Timoteo Páez en Deodato Arellano kennen. Bij de oprichting van La Liga Filipina in juli 1892 werd Ardriano een van de leiders van deze geheime ondergrondse organisatie. In 1894 richtte hij samen met zo'n 50 anderen Cuerpo de Compromisarios op die de krant propagandistische krant La Solidaridad ondersteunde. In 1895 behoorde Adriano tot de groep die bleef geloven in propaganda als manier om verandering en onafhankelijkheid te bewerkstelligen in de Spaanse kolonie. Een andere groep onder leiding van Andres Bonifacio wilde de wapens oppakken tegen de Spanjaarden. Hiertoe werd de Katipunan opgericht. Na de ontdekking van de Katipunan door de Spanjaarden in augustus 1896 werd Adriano op 16 september in zijn huis gearresteerd op verdenking van samenzwering tegen de Spaanse overheid. Na veroordeling door een militaire rechtbank werd hij op 11 januari 1897 samen met 12 anderen geëxecuteerd op Bagumbayan Field, tegenwoordig Rizal Park. 
Adriano was getrouwd met Lucia Garcia. Na haar dood trouwde hij in 1888 met Isabel Val. 